# Hypocoela zapluta
Hypocoela zapluta är en fjärilsart som beskrevs av Louis Beethoven Prout 1912. Hypocoela zapluta ingår i släktet Hypocoela och familjen mätare. Inga underarter finns listade i Catalogue of Life.